# Блестящий коровий трупиал
Блестящий коровий трупиал (лат. Molothrus bonariensis) — вид птиц рода коровьи трупиалы семейства трупиаловых. Гнездится на большей части территории Южной Америки, за исключением густых лесов и высокогорных районов С 1900 года ареал блестящего коровьего трупиала сместился на север, и он был зарегистрирована на Карибских островах, а также в США. Взрослые особи имеют половой диморфизм. Самцы чёрные с фиолетово-синими переливами. Самка мельче, с тускло-коричневым оперением, иногда более бледным на нижней части тела. Рацион блестящего коровьего трупиала состоит в основном из насекомых и семян. Как и большинство других коровьих трупиалов, блестящий коровий трупиал — гнездовой паразит.

## Классификация
Выделяют 7 подвидов:
- M. b. minimus Dalmas, 1900
- M. b. cabanisii Cassin, 1866
- M. b. venezuelensis Stone, 1891
- M. b. aequatorialis Chapman, 1915
- M. b. occidentalis Berlepsch & Stolzmann, 1892
- M. b. riparius Griscom & Greenway, 1937
- M. b. bonariensis (Gmelin, 1789)

## Описание
Оперение взрослых особей подвида M. b. bonariensis чёрного цвета с пурпурно-синей иризацией у самцов и пыльно-серо-коричневого цвета у самок М. b. cabanisii имеют оперение, похожее на M. b. bonariensis, а самки окрашены бледнее. М. b. aequatorialis имеют фиолетовую иризацию, а самки этого подвида темного цвета Самцы М. b. occidentalis имеют пурпурную иризацию, а самки отличаются от других подвидов тем, что у них бледные верхняя и нижняя Самцы М. b. venezulensis внешне похожи на M. b. occidentalis, а самки темного цвета Самцы М. b. minimus похожи на M. b. bonariensis, а у самок голова темнее, чем у M. b. bonariensis, а также они имеют прожилки на лопатках и между лопатками Самцы М. b. riparius сходны с M. b. bonariensis, а самки имеют более темную верхнюю часть тела и более светлый низ, чем M. b. bonariensis.

### Размер и масса
Характеристики взрослой блестящей коровьей птицы зависит от подвида. Масса варьируются от 31—40 грамм при 18 см в длину (М. b. minimus) до 55—65 г при 22 длины (М. b. cabanisii).

## Распространение
Блестящий коровий трупиал круглогодично обитает на большей части территории Южной Америки.

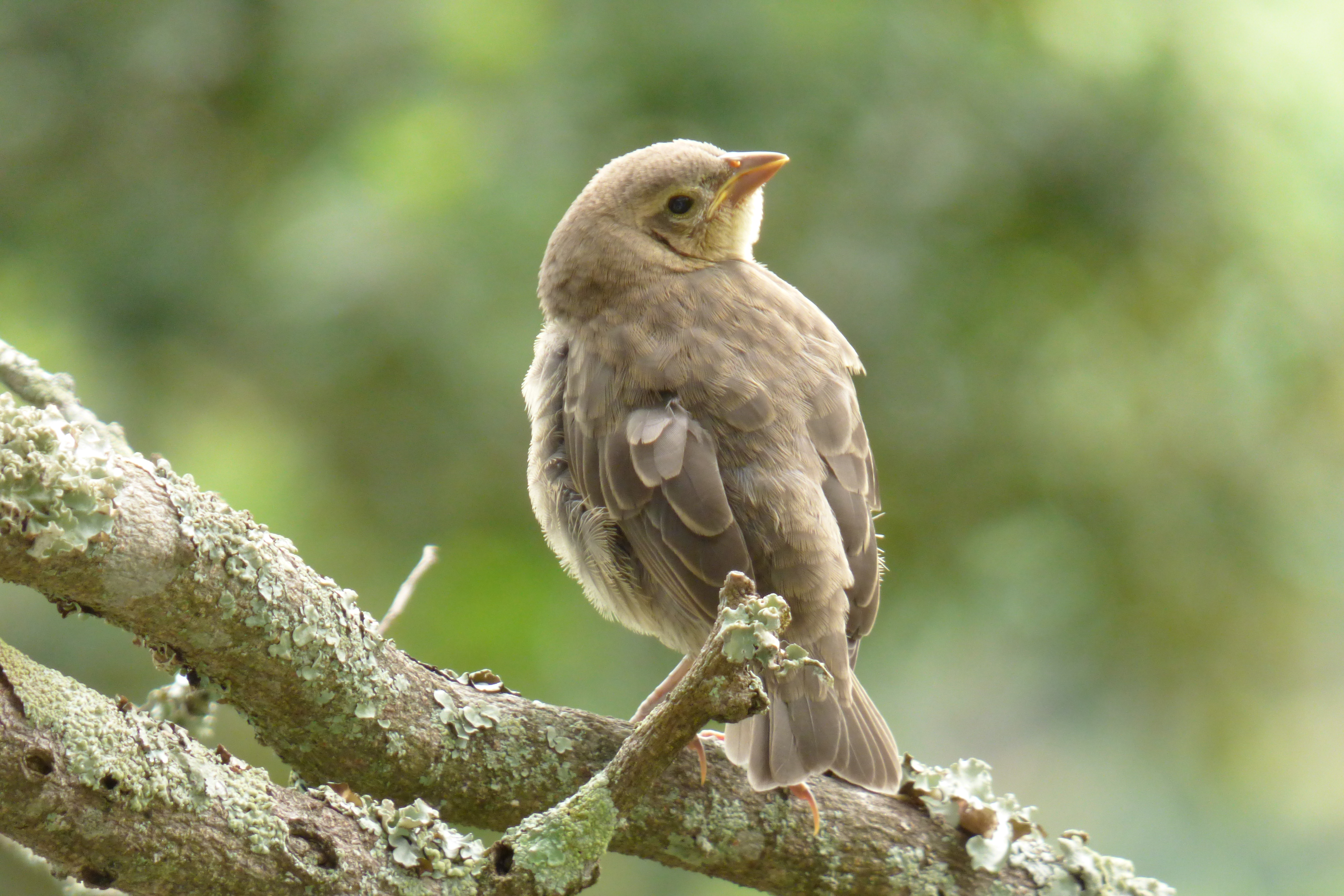

### Смещение ареала
За последнее столетие ареал вида сместился на север, и птицы были зарегистрированы в Вест-Индии и на юге Флориды. Этот сдвиг в ареале связан с усилением преобразования человеком лесов в открытые возделываемые и сельскохозяйственные угодья.
Этот вид распространился из Южной Америки на материковую часть Пуэрто-Рико в 1955 году, а затем достиг Доминиканской Республики в 1973 году и Кубы в 1982 году. С 1985 года блестящий коровий трупиал регистрируется во Флориде.

## Размножение
После успешного спаривания пара совокупляется один раз.

### Описание птенцов
Птенцы покрыты серым пухом. У молодых самцов верхняя часть тела темная, с тусклым низом с темно-коричневыми или черными прожилками и жёлтым брюшком. Молодые самки имеют желтовато-коричневый верх, со светло-желто-коричневым, коричневым или серым низом, который может быть с коричневыми прожилками или без них.

### Яйца
Яйца имеют овальную форму. Обычно они белого цвета, хотя иногда приобретают светло-голубой, светло-серый или желтовато-коричневый оттенок.

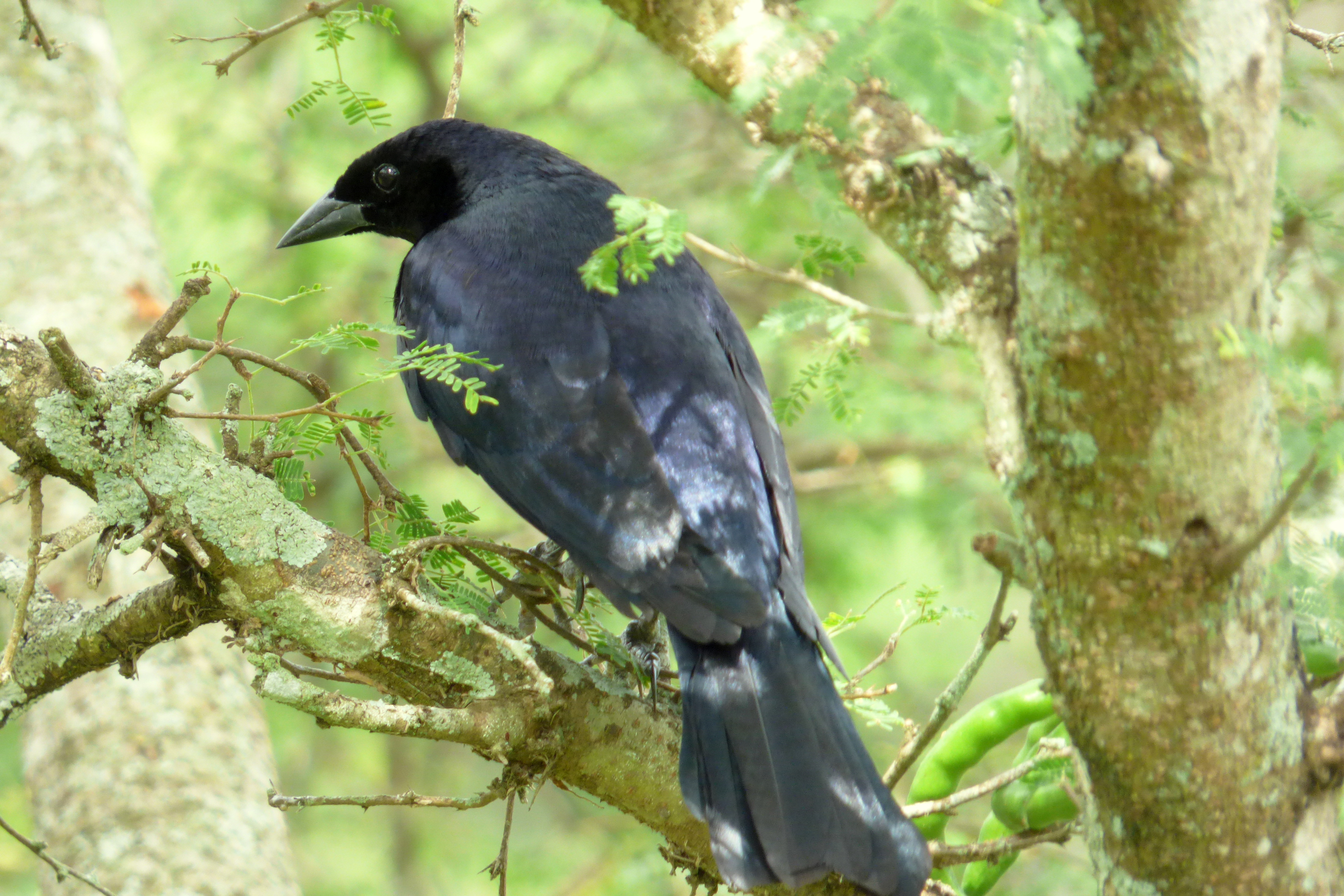

### Гнездовой паразитизм
Блестящий коровий трупиал является гнездовым паразитом, а это означает, что взрослые особи откладывают яйца в гнезда других видов, а их потомство полностью зависит от своих хозяев. Представители этого вида имеют около 250 различных видов хозяев. В регионах Южной Америки, включая Аргентину, Уругвай, Бразилию и Венесуэлу, основным видом-хозяином блестящего коровьего трупиала является рыжегрудая зонотрихия. Самки блестящих коровьих трупиалов не строят гнезд, так как они полагаются на своих хозяев в заботе о своем потомстве, но они предпочтительно выбирают хозяев, которые строят закрытые гнезда, например в полостях. Иногда блестящий коровий трупиал может откладывать яйца во многих разных гнездах.